# Villavieja
Villavieja – miasto w Kolumbii, w departamencie Huila.